# 内作用
内作用（ないさよう、英語: endogenic process）とは、地球内部のエネルギーによって引き起こされる地形の形成作用で、火山活動や地殻変動がその例に挙げられる。

## 概要
内因的営力、内因的地質作用とも呼ばれる。内作用の原因は地球内部の熱エネルギーであり、一般に地表の起伏を大きくする。その例には地盤の隆起による造山運動が挙げられる。内作用のエネルギーは、地球内部の放射性物質の絶え間ない崩壊によって発生した熱が地球内部物質の体積、密度の分布を変化させる。そしてその内部物質が中央海嶺系で噴出したものがプレートになりプレートの運動で発生するのが諸現象である。ヴァルター・ペンクは『地形分析』内で、地表に見られる地形は内作用と外作用の相互作用の結果形成されたものである、と内作用の地形形成における重要性を指摘した。また、プレートテクトニクスは、この内作用をグローバルな視点から分析し、海陸・山脈・火山の分析を統一的に説明しようとした考えのことである。

## 具体的事象
内作用によって火山地形や変動地形が形成される。地震が伴い短時間で急変する断層、傾動運動や火山活動と大陸規模で長時間で起こる造陸運動、中間にあたる山脈を形成する造山運動がある。断層運動や傾動運動などに伴う地震は、プレートの力のかかりが不均等で、歪み、破壊が起こりエネルギー放出という形で起こるものである。深成岩や変成岩といった地球の深部にある岩石が露出しが広域的に帯状に分布しているのは、プレートの衝突帯で造山運動のおきた後である。内作用、内的営力が外的営力より強い場合、変動帯という起伏の強い地形となり、逆に外的営力の方が強い場合は安定地域となる。これはプレート内部にあり楯状地がこれにあたる。